# Joseph Mifsud
Joseph Mifsud (nacido en 1960) es un académico maltés, profesor de enseñanza en la Universidad de Stirling en Escocia, y director de la Academia de Diplomacia de Londres, con conexiones de alto nivel con el estado ruso. Fue galardonado con un doctorado titulado Managing educational reform: a comparative approach from Malta (and Northern Ireland) («Gestión de la reforma educativa: un enfoque comparativo de Malta (e Irlanda del Norte), una perspectiva de los directores») en 1995 de la Universidad de la Reina de Belfast.
Investigadores de los Estados Unidos dicen que Mifsud atrajo a George Papadopoulos, un asesor de la campaña presidencial de Donald Trump de 2016, con una promesa de «suciedad» rusa sobre Hillary Clinton. Es miembro del Consejo Europeo de Relaciones Exteriores (ECFR), y expresidente de Universidad Euromediterránea de Eslovenia. Era habitual en las reuniones del Club Valdai, una conferencia anual celebrada en Sochi, Rusia, a la que asistió Vladímir Putin.